# Marais de Merzse
Les Marais de Merzse (en hongrois : Merzse-mocsár természetvédelmi terület) sont une réserve naturelle, située à Budapest.